# Karboryzator
Karboryzator – środek w postaci stałej lub gazowej, będący źródłem węgla w procesie nawęglania stali.
Jako stały karboryzator stosuje się tzw. proszek do nawęglania. Jest to mieszanina węgla drzewnego w postaci granulek o średnicy kilku mm oraz intensyfikatorów. Jako intensyfikatory przyspieszające nawęglanie stosuje się węglan baru oraz węglan sodu, których zawartość w świeżym proszku do nawęglania wynosi 10-30%.
Jako karboryzator gazowy stosowane są nasycone węglowodory.